# László Szíjj
László Szíjj (Tiszakécske, 31 augustus 1958 ) is een Hongaars ondernemer en zakenman.
Szíjj is de 9e rijkste persoon in Hongarije, met een geschat fortuin van 119,3 miljard forint in 2016, 190,5 miljard forint in 2021 en 207 miljard forint in 2020. In 2019 richtte hij zijn privéstichting op, de Duna Bonum Foundation. Volgens de compilatie van de meest liefdadige Hongaren die in 2021 is gepubliceerd, staat Szíjj op de derde plaats op de lijst.

## Biografie
László Szíjj bracht zijn jeugd door in Tiszakécské. In 1990 werd hij tot burgemeester van de stad gekozen. Hij heeft ontslag genomen uit deze functie in februari 1992.
In 1990 richtte hij samen met Károlly Varga, zijn jeugdvriend, Vakond Útés Építőipari Kft. (in 2020 werd het omgevormd tot een besloten vennootschap op aandelen).
In 2000 werden Szíjj en Varga persoonlijke eigenaren van het bedrijf Duna Aszfalt, dat zich al snel met grote sprongen begon te ontwikkelen. In 2015, na de uitkoop van de 50% mede-eigenaar, Duna Aszfalt, in 2019, werd de hele bedrijfsgroep het exclusieve eigendom van László Szíjj. In 2004 steeg de netto jaaromzet van het bedrijf van het vorige gemiddelde van 50-100 miljoen forint tot 351 miljoen, en in 2005 bereikte het 1,5 miljard forint. Volgens de gegevens die zijn gepubliceerd in de Public Procurement Database, won het bedrijf dit jaar zijn eerste aanbestedingen en begon het zich snel te ontwikkelen.
In 2006 bedroeg de omzet van het bedrijf meer dan 3 miljard forint en in 2007 11 miljard forint. In 2008 bedroeg de omzet bijna 13 miljard HUF en in 2009 17 miljard forint.
De omzet van het bedrijf bedroeg in 2010 meer dan 18 miljard HUF en in 2011 ongeveer 22 miljard forint, waarna de ontwikkeling weer in een stroomversnelling kwam. Het jaarinkomen was 32,5 miljard forint in 2012, 54,1 miljard forint in 2013, 86,5 miljard forint in 2014 en 124,5 miljard forint in 2015. Na de daling in 2016 (32,4 miljard forint), behaalde het bedrijf in 2017 een netto-omzet van 75,6 miljard forint.
In 2015, het jaar waarin Viktor Orbán en Lajos Simicska voorgoed uit elkaar gingen, nam Duna Aszfalt grotendeels de plaats van Közgép in bij de uitvoering van grote staatsinvesteringen. Károly Varga, de mede-oprichter van het bedrijf, heeft dit bedrijf verlaten. In 2017 bedroeg de winst (na belastingen) van het bedrijf 18,7 miljard forint, waarvan László Szíjj, als enige eigenaar, 12 miljard forint als dividend incasseerde. In 2017, alleen of met zijn partners, wonnen de belangen van Szíjj, voornamelijk Duna Aszfalt, mandaten ter waarde van in totaal 606,5 miljard forint netto, en 259,5 miljard forint netto in 2018. In 2018 ontving de civieltechnische zakenman een dividend van 13 miljard forint, 3 miljard forint in 2019 en 7 miljard forint in 2020 van het leidende bedrijf van de groep.
In 2020, Duna Aszfalt gaat de nieuwe Donaubrug, die Paks en Kalocsa met elkaar zal verbinden, en de bijbehorende wegen bouwen voor ongeveer 260 miljoen euro. Dit is officieel het duurste brug in de Hongaarse geschiedenis.
In het kader van zijn zakelijke activiteiten werkt László Szíjj nauw samen met andere bekende industriële spelers, Lőrinc Mészáros, via zijn bedrijven, niet alleen alleen, maar ook in samenwerking met andere binnenlandse civieltechnische bedrijven (in een consortium, als onderaannemer, als vennoot). Tussen september 2010 en november 2019 wonnen de twee belangrijkste bouwbedrijven van Lőrinc Mészáros, Mészáros és Mészáros Kft. miljard forint en openbare aanbestedingen. De grootste klant was Nemzeti Infrastruktura Fejlsztő Zrt., de tweede was Magyar Közút Nonprofit Zrt., de derde was Nemzeti Fejlsztési Programiroda Kft., en de vierde was het Nationale Directoraat-Generaal van Water. 74 procent van het totale bedrag kwam uit EU-bronnen.

## Bedrijven
Szíjj's belangrijkste bedrijf is Duna Aszfalt Kft., opgericht in 1996, het leidende bedrijf van de Duna Group, sinds 2019 voor 100% eigendom van Szíjj. De bedrijvengroep omvat ook een aantal andere bedrijven, zoals Hódút Kft., Magyar Vakond Kft., Hódút Freeway Kft., Vakond Via Kft. en Közgép Zrt., waarvan 30 procent in handen is van Szíjj vanaf 2018. Het bouwbedrijf Banimex dat in de buurt van Katowice in Polen actief is, is ook lid van de Duna Group. Szíjj bezit ook een derde van Magyar Kereskedelmi Bank.
In de afgelopen 30 jaar is het dienstenpakket van zijn zakelijke belangen (nu gezamenlijk Duna Group) aanzienlijk uitgebreid: civiele techniek (brug, snelweg, spoor), werktuigbouwkunde, openbare utiliteitsbouw, mijnbouwactiviteiten, asfalt- en betonproductie, staal structuurproductie, milieubeschermingsdiensten. In 2021 waren bij de bouwbedrijven van László Szíjj bijna 1.900 mensen in Hongarije in dienst. Na 2010 wonnen zijn wegenbouwbedrijven talloze overheidsopdrachten.
Verschillende overheidsopdrachten won hij Samen met de bedrijven van Lőrinc Mészáros. In Bulgarije werd ook een gezamenlijk spoorwegbouwbedrijf opgericht, hoewel dit nog geen economische activiteit heeft uitgeoefend.

## Privéleven
Het privévermogen van László Szíjj groeide snel, parallel met de staatscommissies van zijn bedrijven. In 2018 behoorde hij tot de top 100 van rijkste Hongaren met een fortuin van 55 miljard forint. In hetzelfde jaar werd zijn vier verdiepingen tellende villa in Gellerthegy, Bérc utca, met uitzicht op het kasteel en de Donau voltooid. In 2019 werd zijn privévermogen geschat op 110 miljard forint, en in 2020 schatte de Hongaarse editie van Forbes het op 207 miljard forint.
In 2020 moest als gevolg van wijzigingen in de EU-regels openbaar worden gemaakt dat Artemy, met een waarde van 5 miljard HUF, en het Maltese jacht MY Lady MRD, met een geschatte waarde van 6-7 miljard HUF, eigendom zijn van László Szíjj. De afgelopen jaren hebben Hongaarse onderzoeksjournalisten aangetoond dat verschillende leden van de Hongaarse politieke en economische elite op jachten op vakantie zijn geweest. Het in Oostenrijk geregistreerde OE-LEM luxe privévliegtuig dat werd gebruikt door verschillende Hongaarse ondernemers en politici, waaronder premier Viktor Orbán (de uiteindelijke eigenaar is onbekend), vloog herhaaldelijk naar de exacte plek aan de Kroatische kust waar het luxe jacht verbleef.